# Sun Yuan & Peng Yu

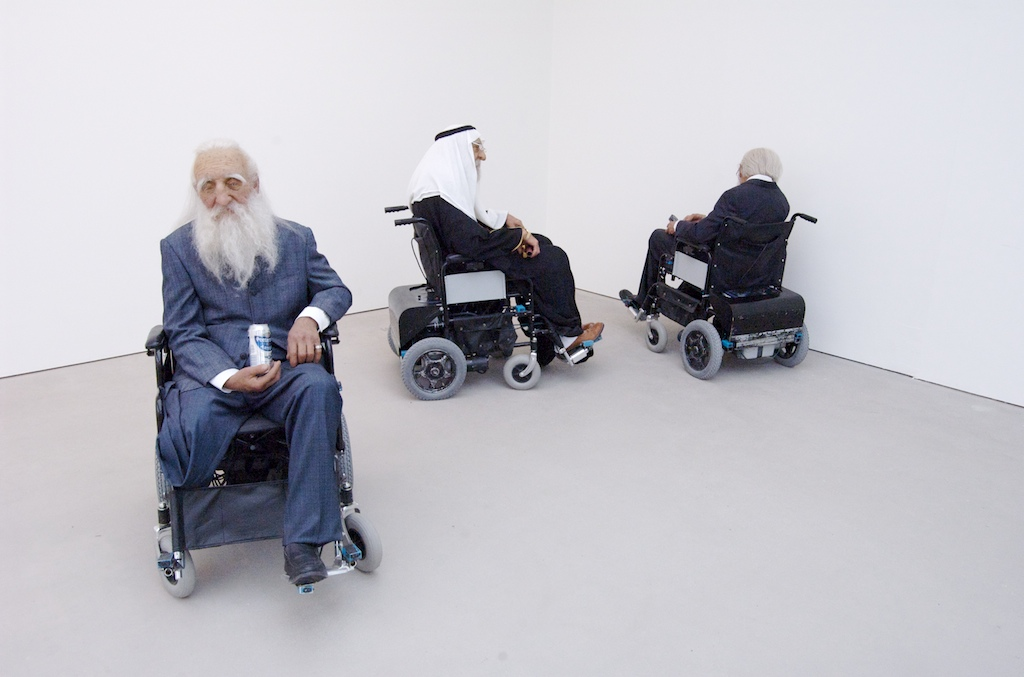
Domov důchodců (2009), Saatchi Gallery, Londýn

Sun Yuan (孙 原, * 1972 Peking) Peng Yu (彭 禹, * 1974 Chej-lung-ťiang) je čínská dvojice konceptuálních umělců, kteří jsou známí svými kontroverzními díly a uživáním extrémních materiálů.

## Životopis
Oba vystudovali prestižní Ústřední akademii výtvarných umění v Pekingu. Po období umělecké represe během let vlády Mao Ce-tunga a kulturní revoluci se mladí čínští umělci v 80. a 90. letech začali věnovat novým formám tvůrčího vyjádření. Sun Yuan a Peng Yu se stali partnery v osobním i tvůrčím životě v roce 1999 a od počátku používali nekonvenční materiály, jako je krev, tuk a živá zvířata, testujíce hranice současného umění.

## Dílo
Sun Yuan a Peng Yu jsou známí svou prací s nekonvenčními médii jakou je např. taxidermie, lidský tuk a stroje. V rámci kontroverzního díla z roku 2003, Dogs Which Cannot Touch Each Other (Psi, kteří se nemohou dotýkat), bylo osm psů (čtyři páry proti sobě), připásáno popruhy na běžecké pásy během veřejné instalace. Video záznam tohoto díla byl v roce 2017 vystaven v newyorském Guggenheimově muzeu. Zde vyvolal ostrou kritiku veřejnosti, podle které dílo hraničí s týráním zvířat. Dílo bylo z výstavy staženo a muzeum vydalo oficiální prohlášení v němž se za jeho vystavení omluvilo, a to i přesto, že ještě týden předtím dílo hájilo s tím, že je úmyslně provokativním a jeho záměrem je zkoumat a kriticky hodnotit systémy kontroly a moci.
Na Benátském bienále v roce 2005, dvojice pozvala čínského farmáře Du Wenga, aby prezentoval své podomácku vyrobené UFO v čínském pavilonu.
V roce 2009 představili v Saatchi Gallery v Londýně instalaci Domov důchodců. Třináct hyperrealistických figur starců, nápadně připomínajících diktátory a vůdce nedávné minulosti se pomalu pohybovalo po sále na elektrických kolečkových křeslech v různých směrech, dostávaje se opakovaně do vzájemných kolizí.
Pro Guggenheimovo muzeum dvojice v roce 2016 vytvořila v kolaboraci s robotickými inženýry, instalaci Can't Help Myself (Nemůžu si pomoct), kdy umístila industriálního robota KUKA s vizuálními senzory za stěnu z akrylového skla. Robot byl naprogramován tak, aby se donekonečna pokoušel stírat neustále se rozlévající tekutinu připomínající krev. Dílo bylo také vystaveno také na Benátském bienále v roce 2019 na výstavě May You Live in Interesting Times (Ať žijete v zajímavé době).

## Výstavy (výběr)
- 1997 – Counter-Perspectives: The Environment & Us, Peking
- 1997 – Inside, Tongdao Gallery Central Academy of Fine Arts, Peking[7]
- 1998 – Post-Sense Sensibility Alien Bodies & Delusion (Basement), Peking
- 2000 – Indulge in Hurt, Sculpture Research Fellow of Central Academy of Fine Arts, Peking
- 2000 – 5. Bienále současného umění v Lyonu, Lyon Museum of Contemporary Art, Lyon
- 2000 – Fuck Off!, Donglang Gallery, Šanghaj
- 2001 – Get Out of Control, Berlín
- 2001 – Mezinárodní trienále současného umění v Jokohamě, Jokohama
- 2001 – Winner: The Contemporary Chinese Art Award of CCAA, Peking
- 2002 – 1. trienále v Kantonu, Guangzhou Art Museum, Kanton
- 2003 – Second Hand Reality: Post Reality, Today Art Museum, Peking
- 2003 – Left Wing, Peking
- 2003 – Return to Nature, Shenghua Arts Centre, Nanking
- 2004 – Ghent Spring, Contemporary Art Financial Award, Gent
- 2004 – Between Past and Future: New Photography and Video From China, Seattle Art Museum, Seattle
- 2004 – Australia: Asia Traffic, Asia-Australia Arts Centre, Austrálie
- 2004 – The Virtue and the Vice: le Moine et le Demon, Museum of Contemporary Art, Lyon
- 2004 – All Under Heaven: Ancient and Contemporary Chinese Art, The Collection of the Guy and Myriam Ullens Foundation, MuHKA Museum of Contemporary Art, Antverpy
- 2004 – What is Art?, Shanxi Art Museum, Si-an
- 2004 – Bienále v Kwangdžu, Kwangdžu
- 2005 – Higher, F2 Gallery, Peking
- 2005 – 51. Bienále v Benátkách
- 2005 – Mahjong: Chinese Contemporary Art from Uli Sigg Collection, Art Museum Bern, Švýcarsko
- 2005 – To Each His Own, Zero Art Space, Peking
- 2005 – Ten Thousand Years Post-Contemporary City, Peking
- 2006 – Bienále v Liverpoolu, Tang Contemporary Art, Liverpool
- 2009 – Unveiled: New Art From The Middle East, Saatchi Gallery, Londýn
- 2016 – Tales of Our Time, Guggenheimovo museum, New York[8]